# حسین هاشمیان
حسین هاشمیان (زادهٔ ۱۳۱۵ در رفسنجان – درگذشتهٔ ۲۶ تیر ۱۴۰۳) نمایندهٔ حوزهٔ انتخابیهٔ رفسنجان در ادوار اول، دوم، سوم، چهارم و هشتم مجلس شورای اسلامی بوده است. وی همچنین یکی از پنج منتخب مجلس شورای اسلامی سوم برای عضویت در شورای بازنگری قانون اساسی جمهوری اسلامی ایران بوده است.